# Honey Twins
Die Honey Twins waren ein Gesangsduo des deutschen Schlagers der Nachkriegszeit.

## Bandgeschichte
Es wurde aus den beiden österreichischen Sängerinnen Andrea Horn alias Hedi Prien und Beatrix „Trixie“ Kühn formiert.
Die 1933 in Wien geborene und mit den Liedern ihrer Mutter großgewordene Andrea Horn war als Jugendliche mit Schulchor-Erfahrung begeisterte Operngängerin und bald schon als Choristin selbst Bestandteil von Aufführungen. Auch beim österreichischen Rundfunk verdiente sie sich erste Gagen durch Chor- wie Sologesang. Nach der Matura studierte sie Englisch und Französisch und nahm klassischen Gesangsunterricht. Der Sohn der Gesangslehrerin war Konzertagent im Unterhaltungssektor und überredete sie, zur leichten Muse zu wechseln. Sie legte sich den Künstlernamen Hedi Prien zu und nahm die ihr vermittelten Vortrags-Gelegenheiten gerne an. So schuf sie eine günstige Voraussetzung, um Mitglied der Gloria Sisters zu werden; einer Gesangsgruppe, die bei Studioarbeiten Schlagerstars wie Peter Kraus, Ted Herold oder auch Gus Backus begleitete.
Den nächsten Schritt, das Heraustreten als Profi in die Öffentlichkeit, machte sie Anfang 1959 zusammen mit der acht Jahre jüngeren Beatrix Kühn, deren Vater ein bekannter Wiener Kapellmeister und Komponist war. Sie selbst stand bereits als Zehnjährige auf einer Bühne und nahm später mit Einwilligung der Mutter Gesangsunterricht, den sie dem Vater aber verheimlichen musste. Im Studio des Senders Klagenfurt sang sie live und somit für den Vater durch das Radio vernehmbar, dem sie schließlich den Kompromiss abrang, neben zugestandener Gesangslaufbahn auch die Handelsschule zu absolvieren. Nach dem erfolgreichen Abschluss nahm sie eine Bürotätigkeit an.
Den Namen Honey Twins erhielten die Sängerinnen mitten in den Plattenaufnahmen von ihrem Musikproduzenten Gerhard Mendelson. Ein Besucher der Tonstudios hatte sie zuvor als „süße Zwillinge“ bezeichnet.
Mit ihrer deutschen Fassung des Gassenhauers Charly Brown landeten sie im Juni 1959 einen Achtungserfolg, den sie in der Folge nicht wiederholen oder sogar steigern konnten. Auch die Gastauftritte in Filmkomödien, zum Beispiel in Mein Schatz, komm mit ans blaue Meer, in dem Joachim Fuchsberger und Harald Juhnke mitwirkten, schoben die Karriere nicht an. Die „Schlagerbummel“-Tournee durch Deutschland und Österreich im Herbst 1959, an der das Duett teilnahm, ist zwar – nicht zuletzt durch den lange zurückgehaltenen Mitschnitt – legendär geworden, nicht aber die Honey Twins. Nach dem mäßig funktionierenden Unterfangen im April 1960, mit dem Nachsingen der gerade populären Nummer Banjo Boy von den dänischen Brüdern Jan & Kjeld an deren Erfolg zu partizipieren, entschied sich Hedi Prien, die dem Sängerkollegen Wyn Hoop am Nikolaustag 1959 im norddeutschen ARD-Fernsehstudio begegnet und „verfallen“ war, das Projekt zu beenden. Sie löste ihren Vertrag bei der Polydor, verdingte sich bei Philips, zog im August 1960 zu Hoop nach Hamburg und begann unter ihrem richtigen Namen Andrea Horn von vorn.